# Скіту-Дука (комуна)
Скіту-Дука (рум. Schitu Duca) — комуна у повіті Ясси в Румунії. До складу комуни входять такі села (дані про населення за 2002 рік):
- Блага (128 осіб)
- Думітрештій-Гелецій (711 осіб)
- Покряка (546 осіб)
- Пояна (538 осіб)
- Поєнь (822 особи)
- Сату-Ноу (625 осіб)
- Скіту-Дука (518 осіб)
- Слобозія (449 осіб)

Комуна розташована на відстані 316 км на північний схід від Бухареста, 19 км на південний схід від Ясс.

## Населення
За даними перепису населення 2002 року у комуні проживали 4337 осіб.
Національний склад населення комуни:
| Національність | Кількість осіб | Відсоток |
| -------------- | -------------- | -------- |
| румуни         | 4333           | 99,9%    |

Рідною мовою назвали:
| Мова      | Кількість осіб | Відсоток |
| --------- | -------------- | -------- |
| румунська | 4333           | 99,9%    |

Склад населення комуни за віросповіданням:
| Релігія       | Кількість осіб | Відсоток |
| ------------- | -------------- | -------- |
| православні   | 4315           | 99,5%    |
| адвентисти    | 10             | 0,2%     |
| римо-католики | 4              | 0,1%     |
| мусульмани    | 4              | 0,1%     |
| старообрядці  | 2              | < 0,1%   |
| п'ятдесятники | 1              | < 0,1%   |